# Bão Maemi
Bão Maemi, được biết đến ở Philippines với tên gọi Bão Pogi là cơn bão mạnh nhất tấn công Hàn Quốc kể từ năm 1904, thời điểm khởi đầu những số liệu quan trắc. Maemi hình thành vào ngày 4 tháng 9 năm 2003 từ một vùng nhiễu động nhiệt đới trong một rãnh gió mùa trên Tây Bắc Thái Bình Dương. Di chuyển theo hướng Tây Bắc, vùng nhiễu động mạnh dần lên thành bão nhiệt đới Maemi rồi tiếp đến là một cơn bão cuồng phong vào ngày 8 tháng 9. Cùng ngày, nhờ những điều kiện môi trường thuận lợi, cơn bão mạnh lên nhanh chóng, hình thành nên một con mắt sắc nét và đạt đỉnh với sức gió duy trì 10 phút 195 km/giờ (120 dặm/giờ). Tại thời điểm gần mạnh nhất, Maemi giảm tốc độ di chuyển và chuyển hướng Bắc - Đông Bắc. Không lâu sau thành mắt bão của nó đã di chuyển qua đảo Miyako-jima của Nhật Bản trong ngày 10 tháng 9 và tạo ra một mức áp suất 912 mbar (26,9 inHg), giá trị thấp thứ tư từng được ghi nhận tại quốc gia này. Nhờ nhiệt độ nước biển ấm, Maemi đã có thể duy trì phần lớn cường độ trước khi đổ bộ lên địa điểm ngay phía Tây Busan, Hàn Quốc vào ngày 12 tháng 9. Sang ngày hôm sau Maemi chuyển đổi thành xoáy thuận ngoại nhiệt đới trên biển Nhật Bản. Những tàn dư của cơn bão đã tồn tại thêm vài ngày và mang đến gió mạnh cho vùng miền Bắc Nhật Bản.
Khu vực chịu tác động đầu tiên là quần đảo Ryukyu của Nhật Bản. Tại đảo Miyako-jima, gió mạnh đã làm hư hại 104 ngôi nhà và khiến 95% cư dân lâm vào tình cảnh không có điện. Đi kèm với gió là mưa lớn, với lượng 58,5 mm (2,30 in) trong một giờ và kỷ lục 402,5 mm (15,85 in) trong 24 giờ. Ở những nơi khác tại Nhật Bản, cơn bão làm các chuyến bay bị hủy bỏ và gây ra những trận lở đất phong tỏa các tuyến đường. Có ba người đã thiệt mạng, một trong số đó là bởi những mảnh vật thể bay trong gió; tổng thiệt hại là 11,3 tỉ yên (JPY, 96 triệu USD). Quốc gia tiếp theo, Hàn Quốc, là nơi chịu tổn thất nặng nề nhất, đặc biệt tại những địa điểm cơn bão trực tiếp đi qua. Tại đảo Jeju, Maemi gây gió giật đạt vận tốc tối đa 216 km/giờ (134 dặm/giờ) cùng áp suất tối thiểu 950 mbar (28 inHg), đây đều là những giá trị kỷ lục ở quốc gia này; với mức áp suất vượt qua kỷ lục cũ trước đó được tạo ra bởi cơn bão Sarah năm 1959. Tại Busan, khu vực gần với vị trí đổ bộ, gió đạt vận tốc 154 km/giờ (96 dặm/giờ), cao thứ hai từng ghi nhận. Các cảng biển chịu thiệt hại nặng nề khiến cho hoạt động xuất khẩu bị hạn chế vài tháng sau bão. Trên khắp Hàn Quốc, gió đã phá hủy 5.000 ngôi nhà, làm thiệt hại đến 13.000 nhà dân và doanh nghiệp, khiến 25.000 người mất nhà cửa. Có 1,47 triệu hộ gia đình bị mất điện và tổn thất mùa màng là trên diện rộng, dẫn đến một vụ lúa mùa thất bát nhất trong vòng 23 năm. Tổng số người thiệt mạng là 117, và tổn thất vật chất đạt con số 5,52 nghìn tỷ won (KRW, 4,8 tỷ USD).

## Cấp bão
Cấp bão (Việt Nam): không cảnh báo.
Cấp bão (Nhật Bản): 195 km/h (10 phút) - Bão cuồng phong.
Cấp bão (Hoa Kỳ): 280 km/h (1 phút) - Siêu bão cấp 5.
Cấp bão (Philippines): Bão cuồng phong.

## Lịch sử khí tượng
Vào đầu tháng 9 năm 2003, một rãnh gió mùa đã sản sinh ra một vùng nhiễu động nhiệt đới tại địa điểm gần Guam. Hệ thống này bao gồm một vùng mây đối lưu bất tổ chức, hay những đám mây dông, nằm trong một khu vực có độ đứt gió trung bình. Đến ngày 4 tháng 9, cấu trúc đối lưu trở nên tổ chức hơn bao quanh một hoàn lưu mực thấp yếu. Bất chấp độ đứt gió không phù hợp, hệ thống vẫn tiếp tục phát triển thành một áp thấp nhiệt đới tại địa điểm phía Bắc Chuuk. Vào lúc 0200 UTC ngày 5 tháng 9, Trung tâm Cảnh báo Bão Liên hợp (JTWC) ban hành một Cảnh báo về sự hình thành của xoáy thuận nhiệt đới, và tiếp đến là những thông báo đầu tiên về áp thấp nhiệt đới 15W trên khu vực ngay sát phía Tây Guam trong cùng ngày. Vào thời điểm đó, số lượng mây đối lưu phía trên trung tâm đã tăng lên. Trong tuần đầu tiên, cơn bão di chuyển chủ yếu theo hướng Tây Bắc theo sự chi phối của một áp cao cận nhiệt ở phía Bắc.
Trong sáng sớm ngày 6 tháng 9, Cơ quan Khí tượng Nhật Bản (JMA)  nâng cấp áp thấp nhiệt đới lên thành bão nhiệt đới và đặt tên là Maemi. Dưới những điều kiện môi trường thuận lợi hơn, bao gồm độ đứt gió giảm thấp và dòng thổi ra được tăng cường, cơn bão tiếp tục mạnh lên. JMA đã nâng cấp Maemi lên thành bão nhiệt đới dữ dội trong ngày mùng 7 rồi tiếp đến là bão cuồng phong vào ngày mùng 8. Trước đó JTWC đã phân loại Maemi là bão cuồng phong vào ngày mùng 7 sau khi đặc điểm mắt bão bắt đầu biểu lộ trên ảnh vệ tinh. Cùng ngày, Cục quản lý Thiên văn, Địa vật lý và Khí quyển Philippines (PAGASA) cũng đưa ra những thông báo đầu tiên về cơn bão và họ đặt cho nó một cái tên địa phương là "Pogi". Sang ngày hôm sau, Maemi trải qua một giai đoạn mạnh lên nhanh chóng do dòng thổi ra được tăng cường nhờ một rãnh thấp ngắn tiếp cận. Vào lúc 1200 UTC ngày 9 tháng 9, JTWC ước tính vận tốc gió duy trì trong một phút đạt 240 km/giờ (150 dặm/giờ) và chỉ định cho Maemi cấp độ siêu bão. Ngày hôm sau, JTWC ước tính sức gió đạt tối đa 280 km/giờ (175 dặm/giờ) và gió giật 335 km/giờ (205 dặm/giờ), tương ứng bão cấp 5 trong thang bão Saffir-Simpson. Tại thời điểm 1200 UTC ngày 10 tháng 9, JMA ước tính sức gió duy trì 10 phút tối đa đạt 195 km/giờ (120 dặm/giờ) cùng áp suất khí quyển tối thiểu 910 mbar (hPa; 27 inHg), khi đó cơn bão nằm cách hòn đảo Miyako-jima của Nhật Bản 155 km (100 dặm) về phía Đông Bắc. Lúc mạnh nhất, Maemi là một cơn bão nhỏ, với trường gió bão (vận tốc gió lớn hơn 60 km/giờ) bao phủ một vùng có bán kính chỉ 240 km (150 dặm).
Vào khoảng thời gian đạt cường độ tối đa, Maemi giảm tốc độ và chuyển hướng đi lên phía Bắc, sau khi một rãnh thấp di chuyển về phía Đông làm suy yếu áp cao. Cơn bão đã đi vào trong phạm vi 10 km (7 dặm) xung quanh đảo Miyako-jima vào lúc 1900 UTC ngày 10 tháng 9. Khi mắt bão di chuyển qua phía trên đảo, trị số áp suất đã tụt xuống 912 mbar (26,9 inHg) còn sức gió thì lên đến 250 km/giờ (155 dặm/giờ). Maemi suy yếu đi đôi chút khi tiếp tục di chuyển lên phía Bắc qua địa điểm cách Okinawa 220 km (140 dặm) về phía Tây trong ngày 11, đồng thời nó trải qua một chu trình thay thế thành mắt bão. Rãnh thấp tiếp cận đã tạo nên một môi trường bất lợi làm cơn bão suy yếu thêm, và JTWC ước tính Maemi đã di chuyển qua ngay sát phía Tây đảo Jeju với sức gió duy trì một phút 185 km/giờ (115 dặm/giờ) vào lúc 0600 UTC ngày 12 tháng 9. Không lâu sau, Maemi đổ bộ lên khu vực ngay gần phía Tây thủ đô Busan của Hàn Quốc với sức gió duy trì 10 phút ước tính 140 km/giờ (85 dặm/giờ) và sức gió duy trì 1 phút ước tính 165 km/giờ (105 dặm/giờ). Công ty mô hình rủi ro thảm họa Risk Management Solutions ước tính sức gió lúc đổ bộ là 190 km/giờ (120 dặm/giờ), cao hơn bão Sarah năm 1959. Điều này khiến Maemi trở thành cơn bão mạnh nhất tấn công quốc gia này kể từ thời điểm Cục Khí tượng Hàn Quốc bắt đầu lưu trữ những hồ sơ vào năm 1904. Maemi đã duy trì được phần lớn cường độ nhờ nhiệt độ nước biển trên bề mặt ấm và tốc độ di chuyển nhanh. Ở trên đất liền, cơn bão nhanh chóng suy yếu xuống cấp độ bão nhiệt đới và nó đã trải qua quá trình chuyển đổi thành một xoáy thuận ngoại nhiệt đới khi tiến vào biển Nhật Bản. Độ đứt gió tăng lên đã loại bỏ mây đối lưu ra khỏi trung tâm hoàn lưu đang ngày một tàn tạ. Vào sáng sớm ngày 13 tháng 9, JTWC đưa ra cảnh báo cuối cùng về Maemi với tuyên bố nó là một cơn bão ngoại nhiệt đới. JMA thì tiếp tục theo dõi khi cơn bão di chuyển qua miền Bắc Nhật Bản và nhận định nó trở thành xoáy thuận ngoại nhiệt đới trên biển Okhotsk. Những tàn dư của Maemi tồn tại thêm vài ngày cho đến ngày 16, thời điểm JMA chấm dứt theo dõi hệ thống khi nó đang nằm tại địa điểm phía Tây Nam bán đảo Kamchatka. Theo như tạp chí Mariners Weather Log, những tàn dư của Maemi sau đó đã tiếp tục di chuyển về phía Đông và cuối cùng tấn công vùng duyên hải Alaska vào ngày 21 tháng 9.